# Ravi Varma
El Raja Ravi Varma (29 d'abril de 1848 - 2 d'octubre de 1906) va ser un pintor indi de l'estat de Travancore (1729-1858), situat a l'actual Kerala (en l'extrem sud-oest de l'Índia). Estudià sota el patrocini econòmic del seu parent Maharajà Ayilyam Thirunal. Va aconseguir el reconeixement per les seves pintures sobre les mítiques epopeies del Mahabharata i el Ramayana (dos textos èpico-religiosos del segle iii aC), que són considerats entre els millors exemples de la fusió de les tradicions indígenes amb les tècniques de l'art acadèmic europeu.
Durant la seva vida, Varma va ser reconegut per les seves pintures de belles dones vestides de sari, proporcionades i elegants. Les pintures de Varma es van convertir en un motiu important de la cultura kitsch de l'època, les seves reproduccions es troben en moltes de les llars de classe mitjana. Fou reconegut a Europa a partir del premi que va guanyar a l'Exposició d'Art de Viena, el 1873. A l'Exposició Colombina Mundial, celebrada a Chicago el 1893, va ser guardonat amb dues medalles d'or.
S'han fet dues pel·lícules sobre la seva persona. Una és la pel·lícula de Bollywood que porta per títol Rang rasiya (Ketan Mehta, 2008) i l'altra Mahara-manju o La boira de Capricorn, que exposa una part de la vida del pintor, que fou representat per l'actor indi Sivan Santhosh.

## Vida personal
Raja Ravi Varma va néixer MR Ry. Ravi Varma, Koil Thampuran de Kilimanoor al palau de Kilimanoor a l'antic estat príncep de Travancore (actual Kerala) en una família aristocràtica que durant més de 200 anys va produir consorts per a les princeses de la família reial matrilineal Travancore. El títol de Raja va ser conferit com a títol personal pel virrei i governador general de l'Índia Lord Curzon.

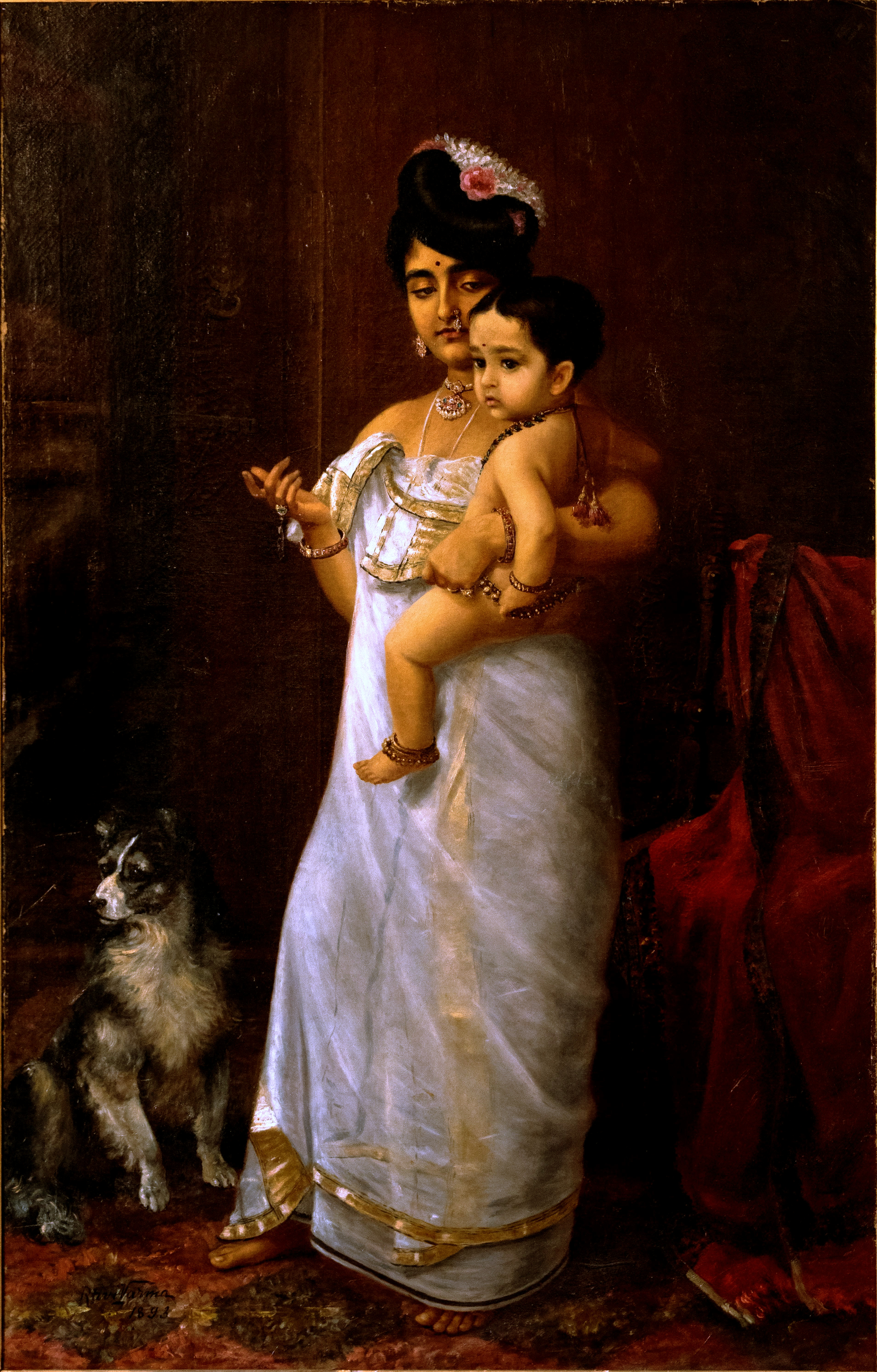
Arriba el papa (1893), que representa la filla de Varma, Mahaprabha, amb un dels seus fills.

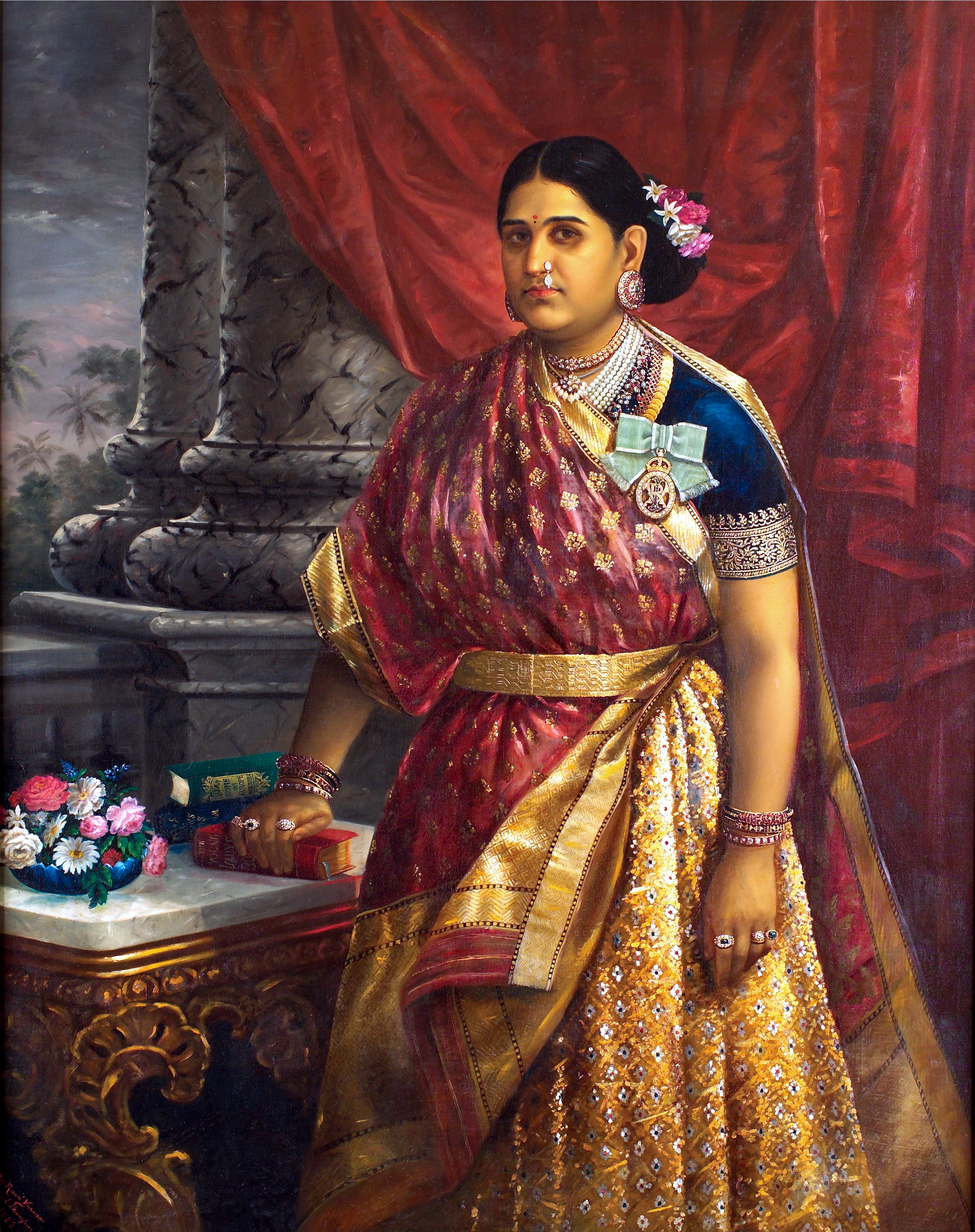
La cunyada de Varma, Bharani Thirunal Lakshmi Bayi, Rani sènior d’Attingal (o Travancore), que va adoptar les nétes de Varma el 1900.

Ravi Varma era fill d'Ezhumavil Neelakanthan Bhattatiripad i Uma Ambabayi Thampurratti. La seva mare Uma Ambabayi Thampuratty pertanyia a la família baronial que governava la finca feudal de Kilimanoor dins del regne de Travancore. Va ser una poeta i escriptora amb cert talent, i la seva obra Parvati Swayamvaram va ser publicada per Varma després de la seva mort. El pare de Ravi Varma era un estudiós de sànscrit i ayurveda i era originari del districte d'Ernakulam a Kerala. Ravi Varma tenia dos germans, una germana anomenada Mangala Bayi i un germà anomenat Raja Varma (nascut el 1860). L'últim anomenat també va ser pintor i va treballar estretament amb Ravi Varma tota la seva vida.
El 1866, als 18 anys, Varma es va casar amb Bhageerthi Bayi de 12 anys (conegut formalment com a Pooruruttati Nal Bhageerathi Bayi Thampuratty) de la casa reial de Mavelikkara, un altre feu important del regne de Travancore. En particular, la casa de Mavellikara era una branca de la Casa Reial de Travancore. Bhageerthi era la més jove de tres germanes, i les seves dues germanes grans havien estat adoptades a la família reial de Travancore el 1857 per tal de continuar amb el llinatge. Eren coneguts com el Rani Sènior i Junior d'Attingal, i a la seva descendència li va atribuir la successió al tron de Travancore. Per tant, la connexió de Ravi Varma amb la família reial es va fer molt estreta a causa del seu matrimoni amb Bhageerthi. Els seus fills (perquè pertanyien a la família de la seva mare) serien reials de naixement. El matrimoni, que va ser organitzat pels pares a la manera índia adequada, va ser harmònic i reeixit. La parella va ser beneïda amb cinc fills, dos fills i tres filles. El seu fill gran, Kerala Varma (n. 1876) era d'un temperament excessivament espiritual. No es va casar maig i finalment va renunciar al món, i va marxar de casa definitivament el 1912. El fill petit, Rama Varma (nascut el 1879), va heretar el talent artístic del seu pare i va estudiar a la JJ School of Arts, Bombai. Es va casar amb Gowri Kunjamma, germana de Dewan PGN Unnithan, i va ser pare de set fills.
Les tres filles de Ravi Varma i Bhageerthi Bayi eren Mahaprabha Amma (que apareix en dues de les pintures més famoses de Varma), Uma Amma i Cheria Kochamma. El 1900 dC, la Casa Reial de Travancore es va enfrontar una vegada més a una crisi de successió. Les dues germanes grans de Bhageerthi, que havien estat adoptades per portar endavant el llinatge, no havien aconseguit produir els hereus desitjats. Van tenir sis fills entre ells, però només dos n'havien sobreviscut, i tots dos eren nois (que també, per cert, van morir després sense fills). Segons el sistema matrilineal Marumakkathayam, la successió al tron només podia progressar a través de les dones i, per tant, calia fer una adopció. La tradició dictava que dues noies pertanyents a branques de la família reial fossin adoptades juntes. Serien designats com el Rani Sènior i Junior d'Attingal, i la successió al tron de Travancore correspondria a la seva descendència, d'acord amb el sistema de successió inusual i únic de Marumakkathayam.
Dues de les netes de Varma estaven marcades pel destí de rebre aquest honor, la raó principal era que eren els parents matrilineals (cognàtics) més propers a l'actual Rani d'Attingal. L'agost de 1900, la filla gran de Mahaprabha, Lakshmi Bayi (de 5 anys) i la filla gran d'Uma, Parvati Bayi (de 4 anys), van ser adoptades a la família reial de Travancore. Va ser Bharani Thirunal Lakshmi Bayi, la seva bestia supervivent, qui els va adoptar formalment. Va morir al cap d'un any de fer-ho, i les dues noies van ser instal·lades com a Ranis sènior i júnior d’Attingal, respectivament. Es van casar quan encara eren adolescents amb dos cavallers de famílies aristocràtiques adequades. Va ser la Junior Rani, Sethu Parvathi Bayi, qui va donar a llum l'esperat hereu el 1912, exactament un dia després del seu setze aniversari. Per cert, el seu marit era un nebot de Raja Ravi Varma i pertanyia a Kilimanoor. El nen nounat era el futur maharajà Chithira Thirunal, l'últim maharajà governant de Travancore. El van seguir un germà (el futur maharajà Marthanda Varma III) i una germana Lakshmi Bayi, mare del maharajà Rama Varma VII que actualment ocupa el tron (des de 2013). Mentrestant, la Rani sènior (Sethu Lakshmi Bayi, filla de Mahaprabha Amma i regent de 1924 a 1931) també va donar a llum dues filles més tard (el 1923 i el 1926).
D'aquesta manera, tota la família reial actual (existent) de Travancore descendeix de Raja Ravi Varma. Ben coneguts entre els seus descendents reials són els escriptors Aswathi Thirunal Gowri Lakshmi Bayi i Shreekumar Varma, l'artista Rukmini Varma i el músic clàssic Aswathi Thirunal Rama Varma.
Al voltant del 57è aniversari de Ravi Varma va anunciar la seva decisió d'acceptar Sanyasa i retirar-se de tota la vida mundana quan va complir els 60. En els seus últims anys va patir dolor per la mort de Raja Raja Varma, i també de diabetis, que va contribuir a la seva mort el 2 d'octubre de 1906.

## Carrera artística
Varma va ser patrocinat per Ayilyam Thirunal, el següent maharajà de Travancore i després va començar un entrenament formal. Va aprendre les bases de la pintura a Madurai. Més tard, es va formar en pintura a l'aigua per Rama Swami Naidu i, a contracor, en pintura a l'oli pel retratista britànic Theodore Jenson.

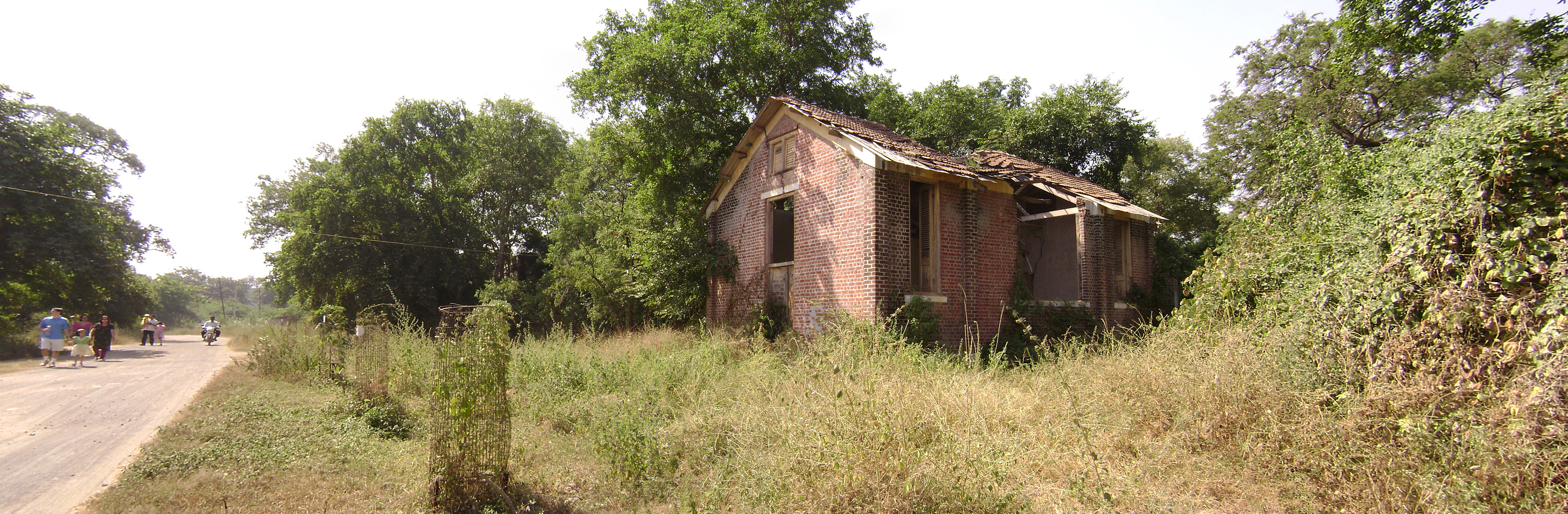
L'estudi que va utilitzar Varma durant la seva estada al Palau Laxmi Vilas

L'administrador britànic Edgar Thurston va ser important en la promoció de les carreres de Varma i el seu germà. Varma va rebre un gran reconeixement després de guanyar un premi per una exposició de les seves pintures a Viena el 1873. Les pintures de Varma també van ser enviades a la World's Columbian Exposition celebrada a Chicago el 1893 i va rebre tres medalles d'or. Va viatjar per l'Índia a la recerca de temes. Sovint modelava les deesses hindús a les dones índies, a les quals considerava belles. Ravi Varma és especialment conegut per les seves pintures que representen episodis de la història de Dushyanta i Shakuntala, i Nala i Damayanti, del Mahabharata. La representació de personatges hindús de Ravi Varma s'ha convertit en part de l'imaginari indi de les èpiques. Sovint és criticat per ser massa vistos i sentimental en el seu estil, però la seva obra segueix sent molt popular a l'Índia. Moltes de les seves fabuloses pintures es troben al palau de Laxmi Vilas, Vadodara.

## Premsa Raja Ravi Varma

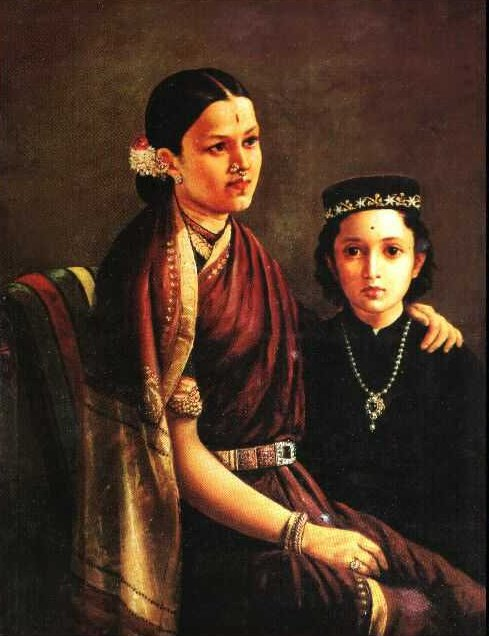
Mrs. Ramanadha Rao i el seu fill

Pel que sembla, per consell del llavors Dewan (primer ministre) de Travancore, T. Madhava Rao, Ravi Varma va iniciar una impremta litogràfica a Ghatkopar, Bombai el 1894 i més tard la va traslladar a Malavli prop de Lonavala, Maharashtra el 1899. Les oleografies produïdes per la premsa eren majoritàriament de déus i deesses hindús en escenes adaptades principalment del Mahabharata, el Ramayana i els Puranes. Aquestes oleografies van ser molt populars i van continuar imprimint-se a milers durant molts anys, fins i tot després de la mort de Ravi Varma el 1906.
La premsa Ravi Varma era la premsa més gran i innovadora de l'Índia en aquella època. La premsa era dirigida pel germà de Varma, Raja Varma, però sota la seva gestió, va ser un fracàs comercial. L'any 1899 la impremta estava profundament endeutada i el 1901, la premsa es va vendre al seu tècnic d'impressió d'Alemanya, Fritz Schleicher. Schleicher va continuar imprimint els gravats de Ravi Varma, però més tard va emprar altres artistes per crear nous dissenys. Schleicher també va ampliar el producte de premsa per incloure segells comercials i publicitaris. Sota la direcció de Schleicher i els seus successors, la premsa va continuar amb èxit fins que un incendi devastador va destruir tota la fàbrica el 1972. Moltes de les impressions litogràfiques originals de Ravi Varma també es van perdre en el foc.

## Honors

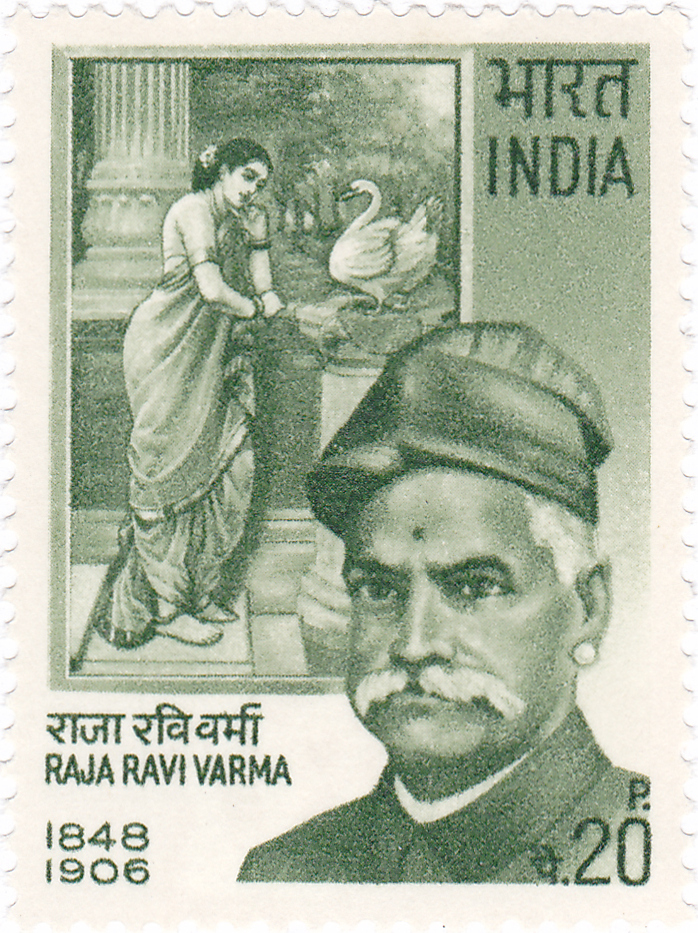
Raja Ravi Varma en un segell de l'Índia de 1971

El 1904, el virrei Lord Curzon, en nom del rei emperador britànic, va atorgar a Varma la medalla d'or Kaisar-i-Hind. També es va constituir un col·legi dedicat a les belles arts en el seu honor a Mavelikara, Kerala. Raja Ravi Varma High a Kilimanoor va rebre el seu nom i hi ha moltes organitzacions culturals a tota l'Índia que porten el seu nom. El 2013, el cràter Varma a Mercuri va rebre el seu nom en el seu honor. Tenint en compte la seva gran contribució a l'art indi, el govern de Kerala ha instituït un premi anomenat Raja Ravi Varma Puraskaram, que s'atorga cada any a persones que mostren excel·lència en el camp de l'art i la cultura.
En el seu 65è aniversari de la mort, India Post va emetre un segell postal commemoratiu que representava Ravi Varma i el seu famós quadre "Damayanti i cigne".

## Llegat
Raja Ravi Varma és considerat de vegades com el primer artista indi modern per la seva capacitat de conciliar l'estètica occidental amb la iconografia índia. La crítica i historiadora d'art indi Geeta Kapur va escriure:
| « | Ravi Varma és la figura paterna indiscutible de l'art modern indi. Ingenu i ambiciós alhora, obre el debat als seus posteriors compatriotes en la qüestió concreta de definir el geni individual a través de la perspicàcia professional, de provar modes d'adaptació cultural amb efectes idiosincràtics, d'intentar la narració pictòrica amb el seu abast històric. | » |

De la mateixa manera, l'artista de l'escola Baroda Gulam Mohammed Sheikh també va escriure sobre Ravi Varma com a artista modern. En el seu assaig Ravi Varma in Baroda, Sheikh va afirmar que Varma va ser una figura clau en l'establiment de l'art modern indi, afirmant que «la història de l'art contemporani indi maig va ser la mateixa després que Ravi Varma hi hagués entrat. Va deixar la seva empremta en gairebé tots els aspectes». Igual que Kapur, Sheikh va elogiar la integració de Ravi Varma de l'estètica i les tècniques índies i occidentals, comparant-lo favorablement amb el modernista indi Nandalal Bose.
Tanmateix, el llegat de Ravi Varma és controvertit. L'artista i historiador de l'art de l'escola Baroda, Ratan Parimoo, va veure Ravi Varma d'una manera menys favorable, referint-se a ell despectivament com a kitsch i afirmant que l'obra de Varma era menys espiritualment autèntica que l'art popular i l'art tribal. Va argumentar que Ravi Varma era responsable de la vulgaritat de l'art popular, comparant l'obra de Varma amb els colors espantosos i la sexualitat de les imatges populars de l'art del calendari i les pel·lícules.
Malgrat el seu polèmic llegat, Ravi Varma continua sent una figura important per als artistes indis moderns i contemporanis. Per exemple, l'artista moderna Nalini Malani va recrear la galàxia dels músics de Ravi Varma a la seva videoinstal·lació Unity in Diversity per interrogar el nacionalisme idealista de Ravi Varma. De la mateixa manera, l'artista contemporània Pushpamala N. va recrear diverses pintures de Ravi Varma amb ella mateixa com a tema per desconstruir les representacions idealitzades de Ravi Varma de deesses i dones índies.
Moltes organitzacions fan programes en la seva memòria i donen premis en el seu nom. Anualment s'organitza un festival de dos dies del Festival de les Arts Maharaja Ranjitsinh Gaekwad, en memòria seva, al Durbar Hall del Palau de Laxmi Vilas, Vadodara, Gujarat. Durant aquest festival es lliura el Premi Raja Ravi Varma a l'Excel·lència en l'àmbit de les Arts Visuals. Jayant Parikh va ser el primer destinatari.

## Llista de les obres principals
La següent és una llista de les obres destacades de Ravi Varma. En l'aniversari del que seria el seu 150è aniversari, Google Arts and Culture va publicar més de 300 de les seves obres en línia perquè tothom la vegi.
- Mohini jugant amb una pilota
- Yashoda i Krishna
- Village Belle
- Lady Lost in Thought
- Damayanti parlant amb un Cigne
- L'Orquestra
- Arjuna i Subhadra
- Els desconsolats
- Tocant l'Swarbat
- Shakuntala, Raja Ravi Varma
- Krishna com a ambaixador
- Jatayu, un devot dels ocells de Rama és mutilat per Ravana
- Victòria d'Indrajit
- Una dama tocant l'Swarbat
- Dona almoina al temple
- El Senyor Rama conquereix Varuna
- Gheevarghese Mar Gregorios de Parumala
- Nair Dona
- Parella romàntica
- Draupadi té por de conèixer Kichaka
- Shantanu i Matsyagandha
- Shakuntala escrivint una carta d'amor al rei Dushyanta
- Noia a l'ermita de Sage Kanwa (Rishi-Kanya)
- Bharani Thirunal Lakshmi Bayi del Regne de Travancore
- Sri Shanmukha Subramania Swami
- Dona sostenint un ventall
- Pintura en 3D del rei de Mysore a cavall (disponible al palau de Mysore)

## Galeria

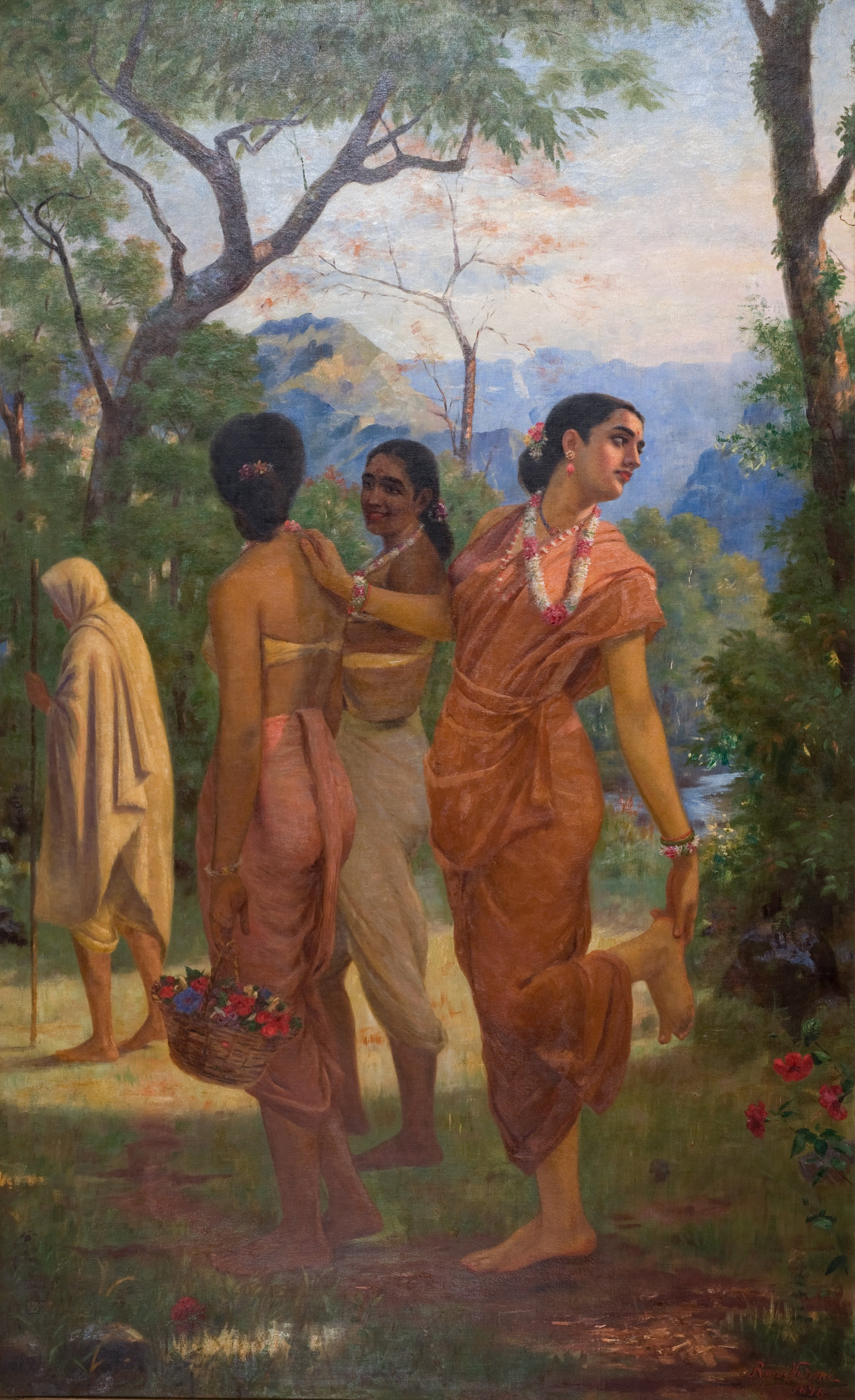
Shakuntala (Raja Ravi Varma) busca Dushyanta
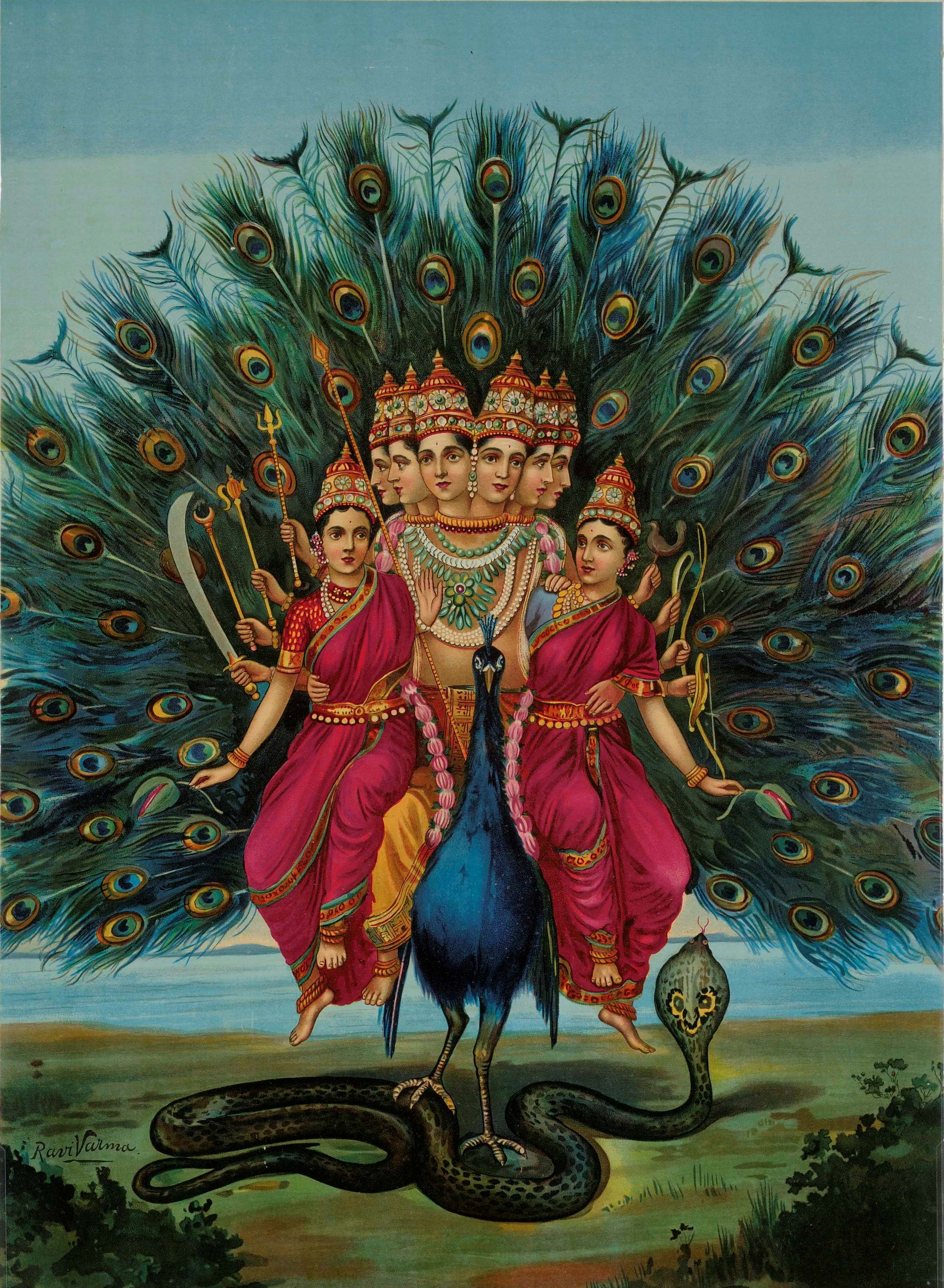
Sri Shanmukha Subramania Swami
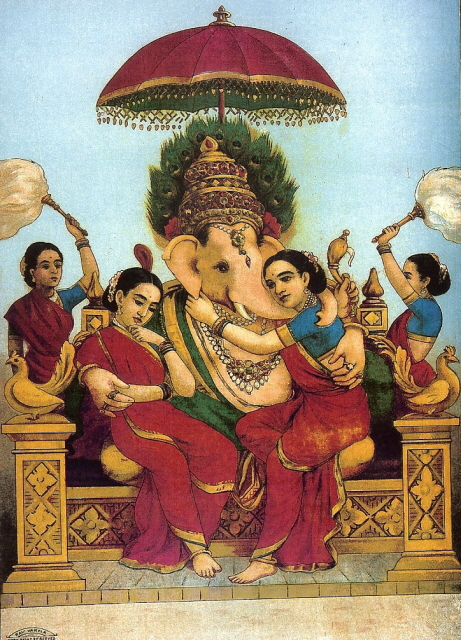
Ganesha amb Siddhi i Riddhi
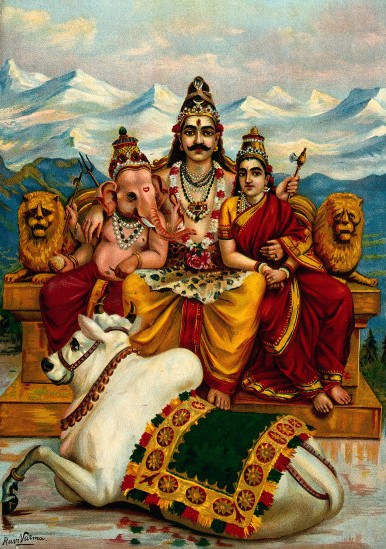
Familia de Xiva
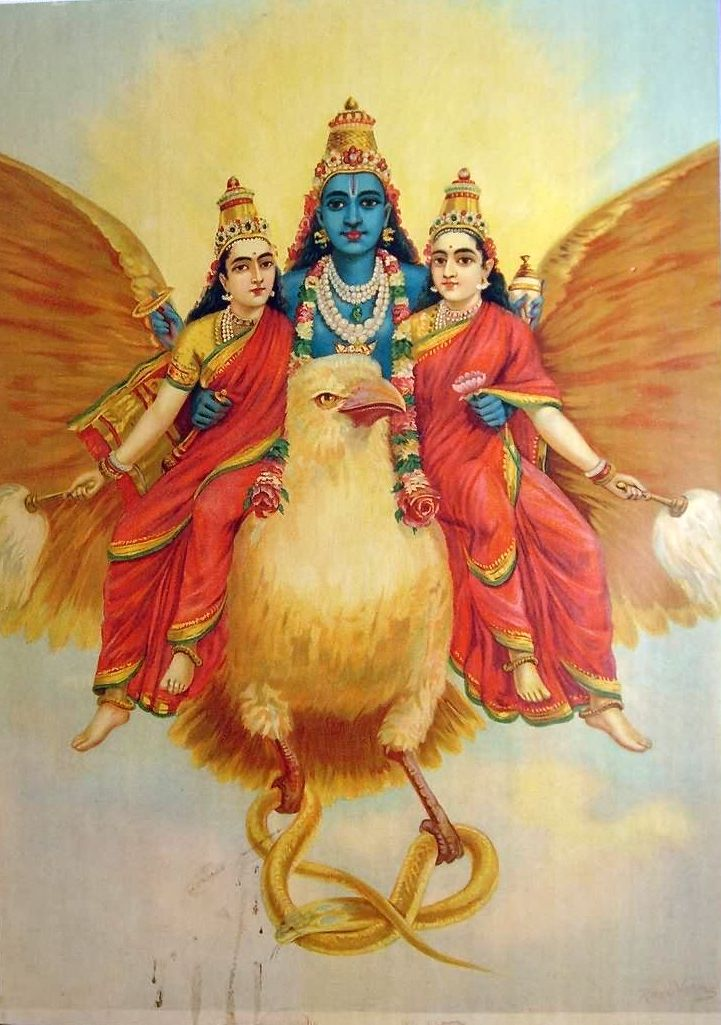
Vixnu amb Lakshmi i Prithvi
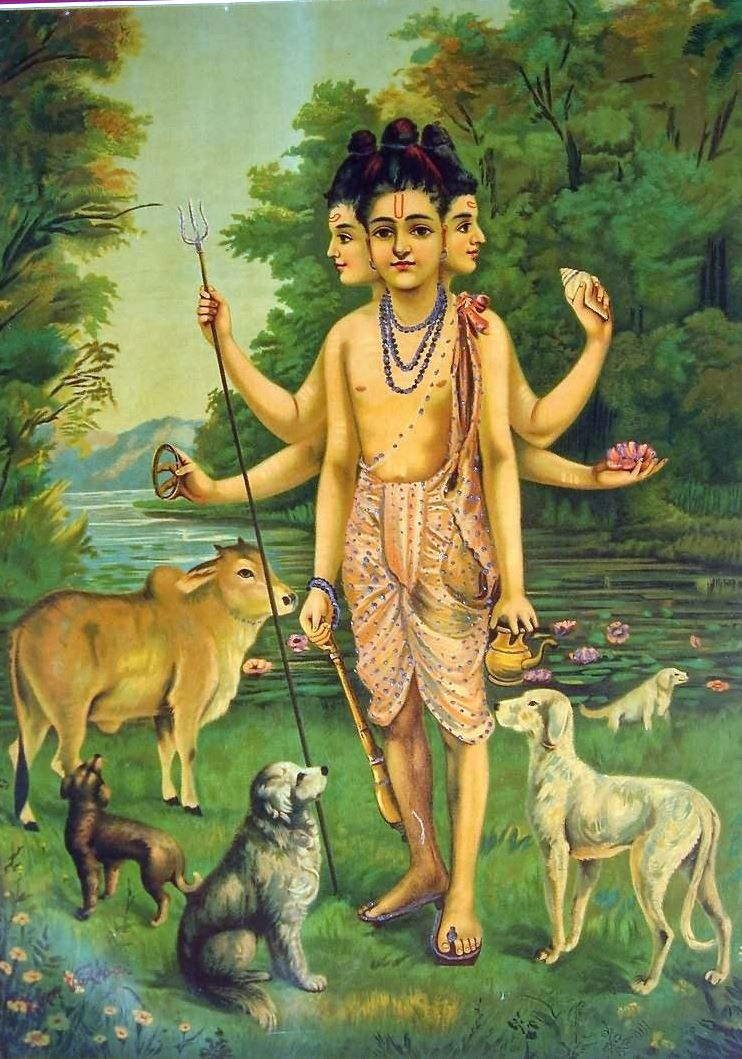
Dattatreya
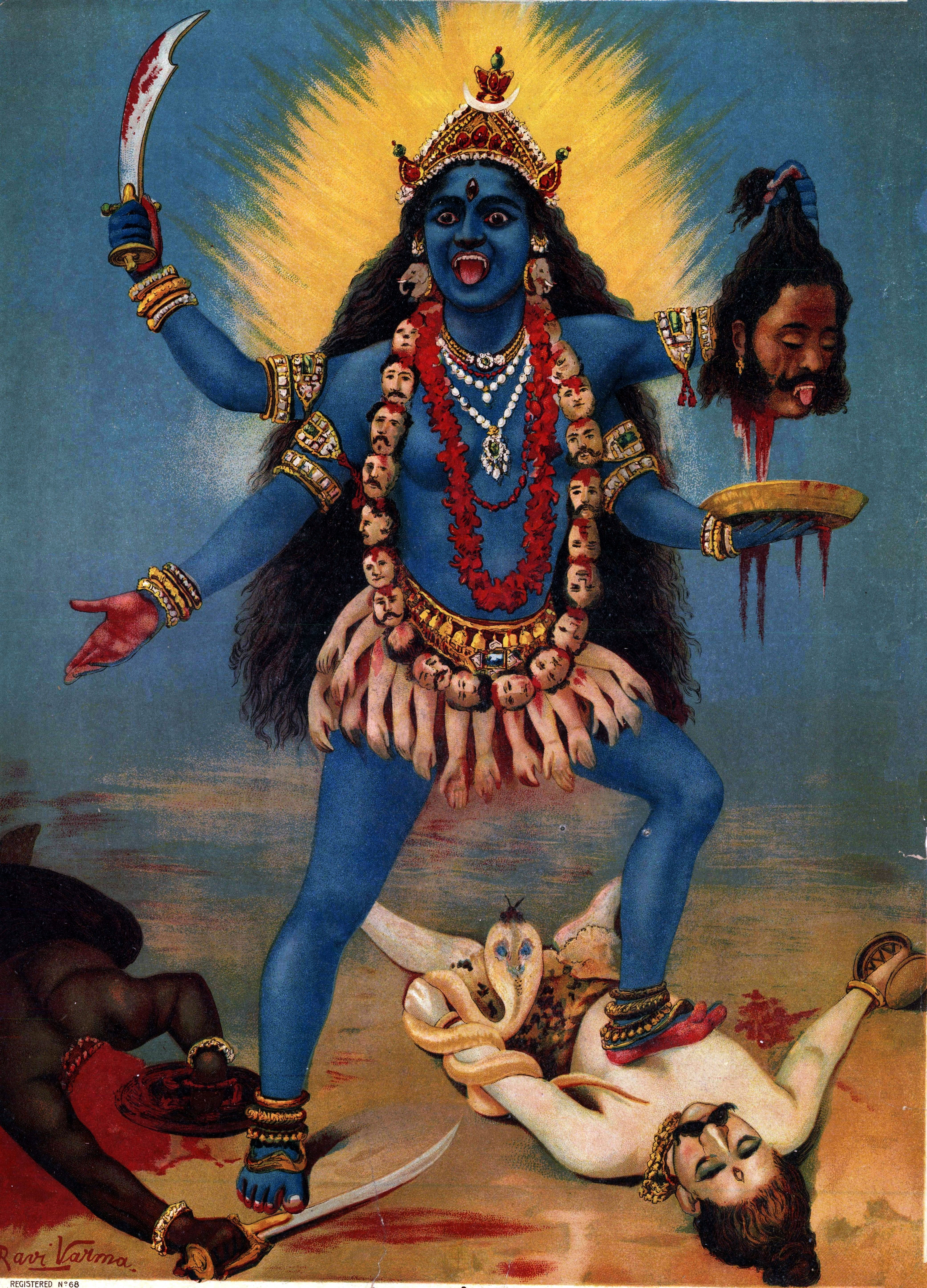
Deessa Kali
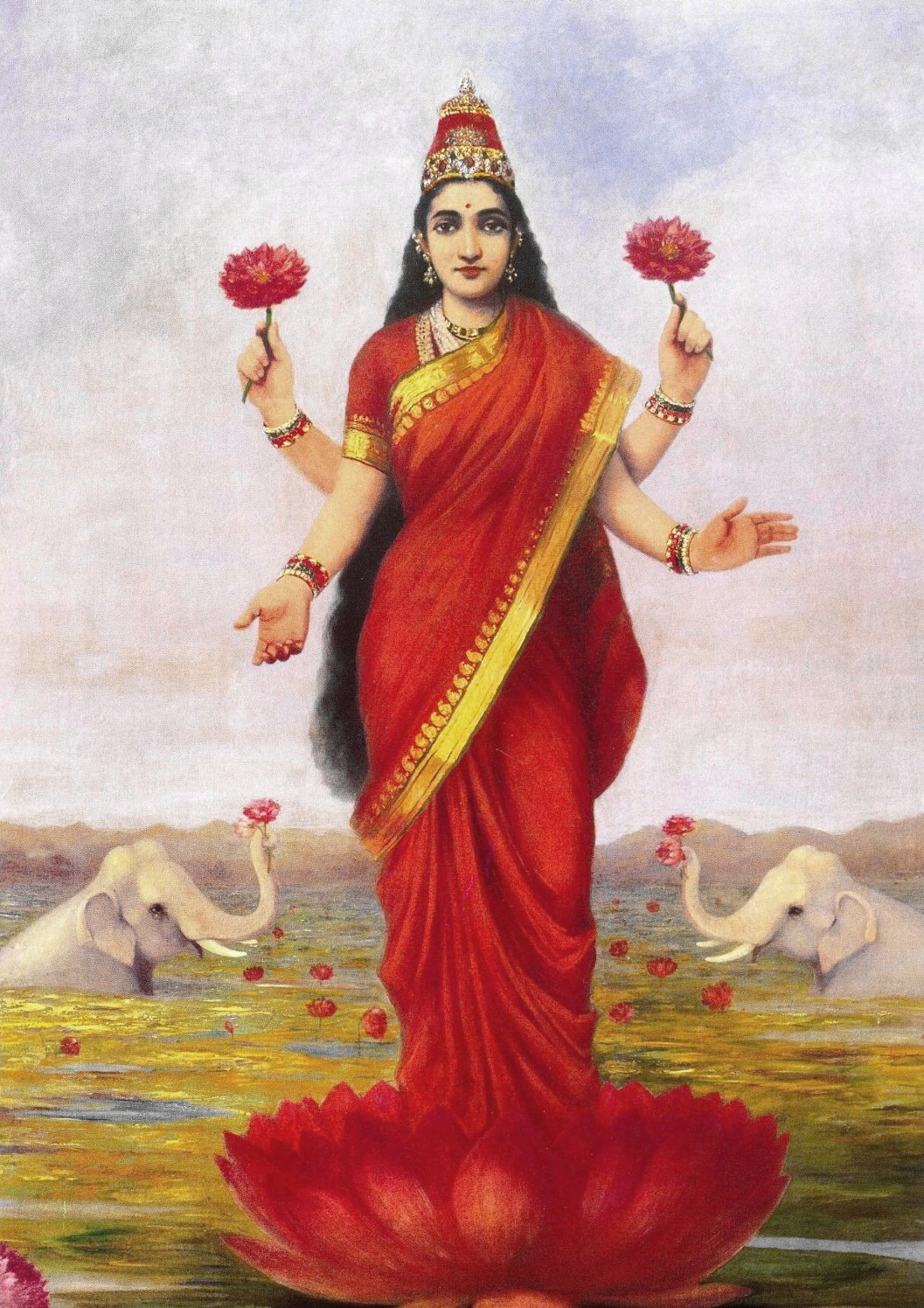
Deessa Lakshmi
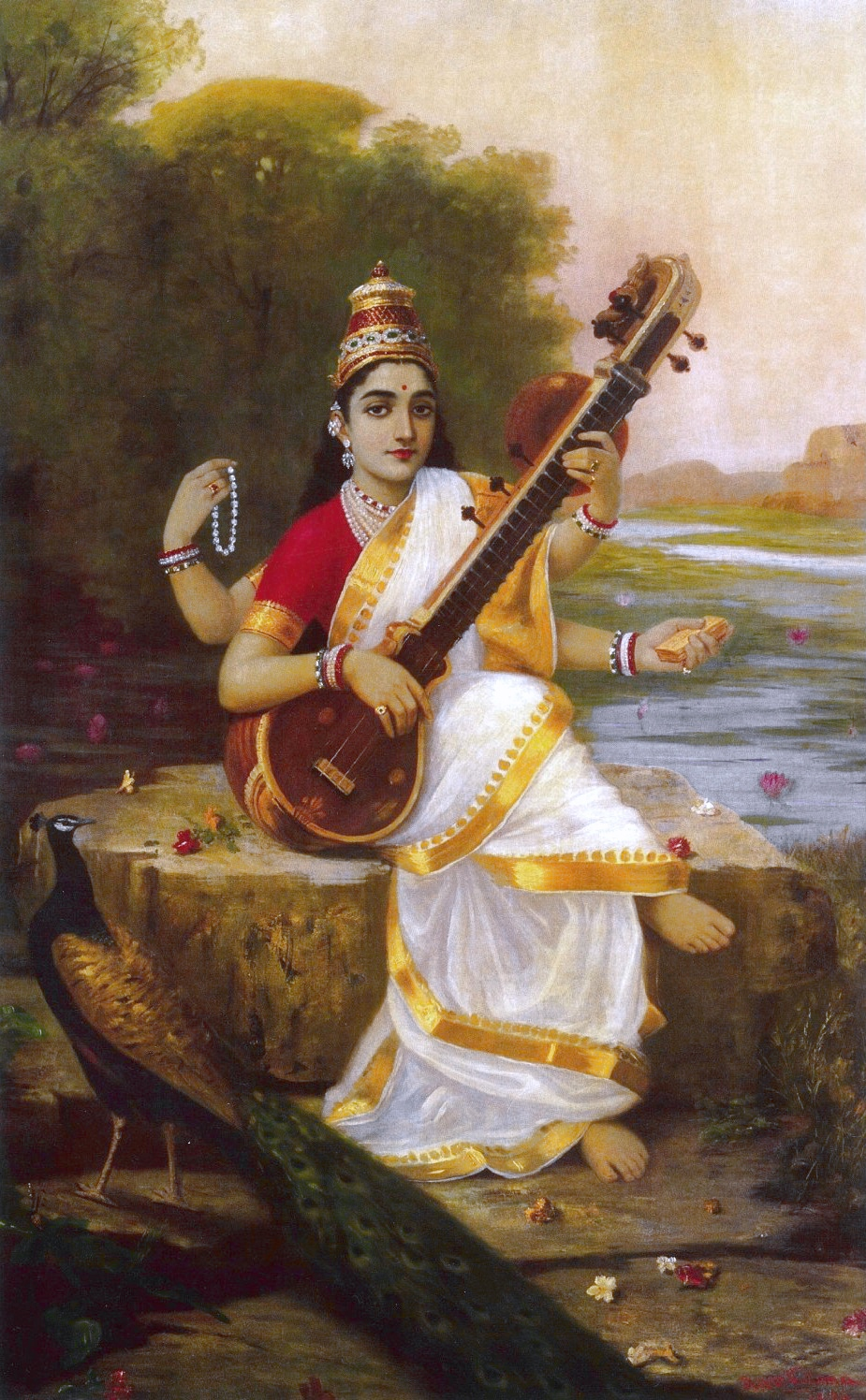
Deessa Saraswati
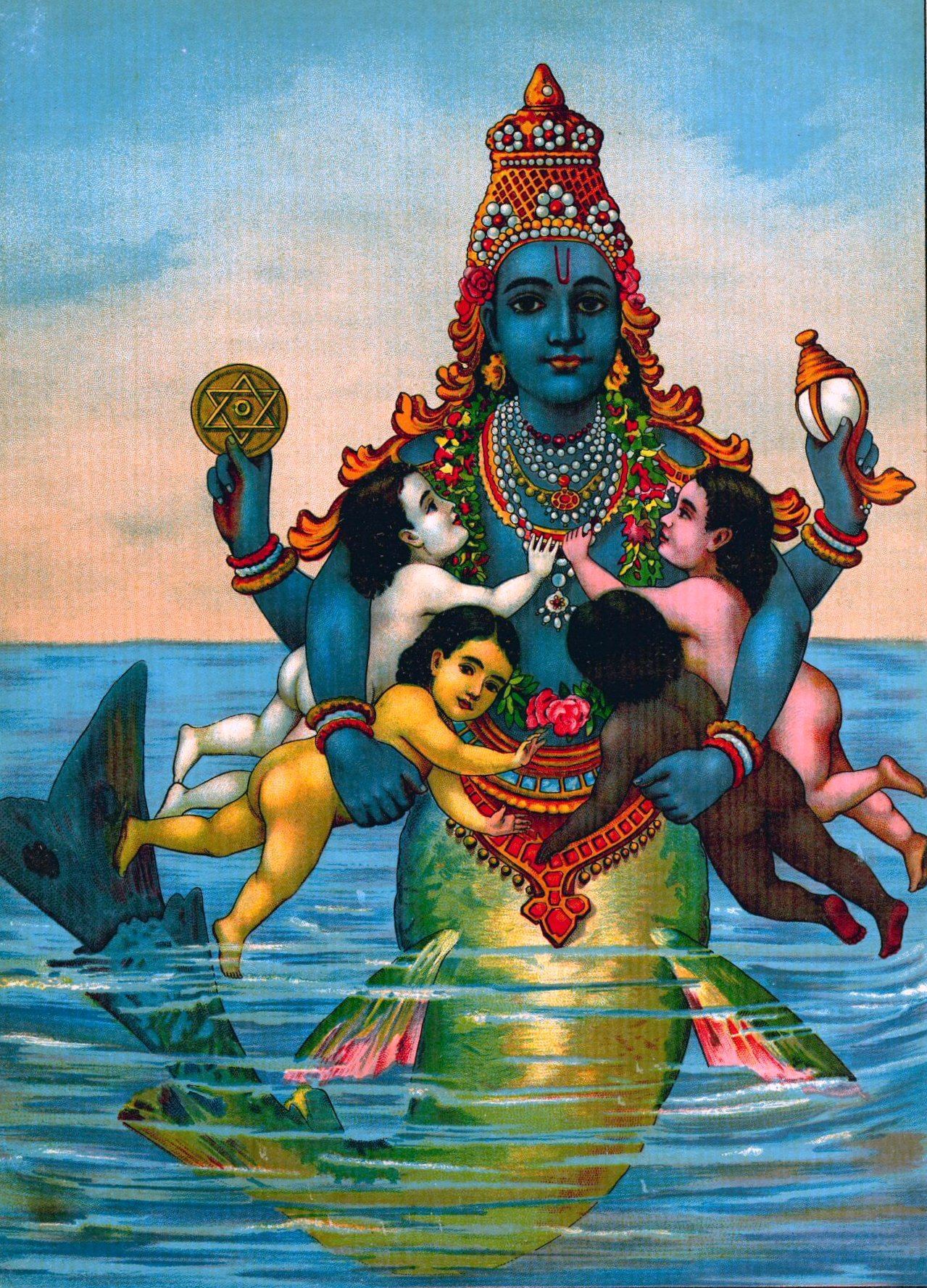
Matsya Avatar
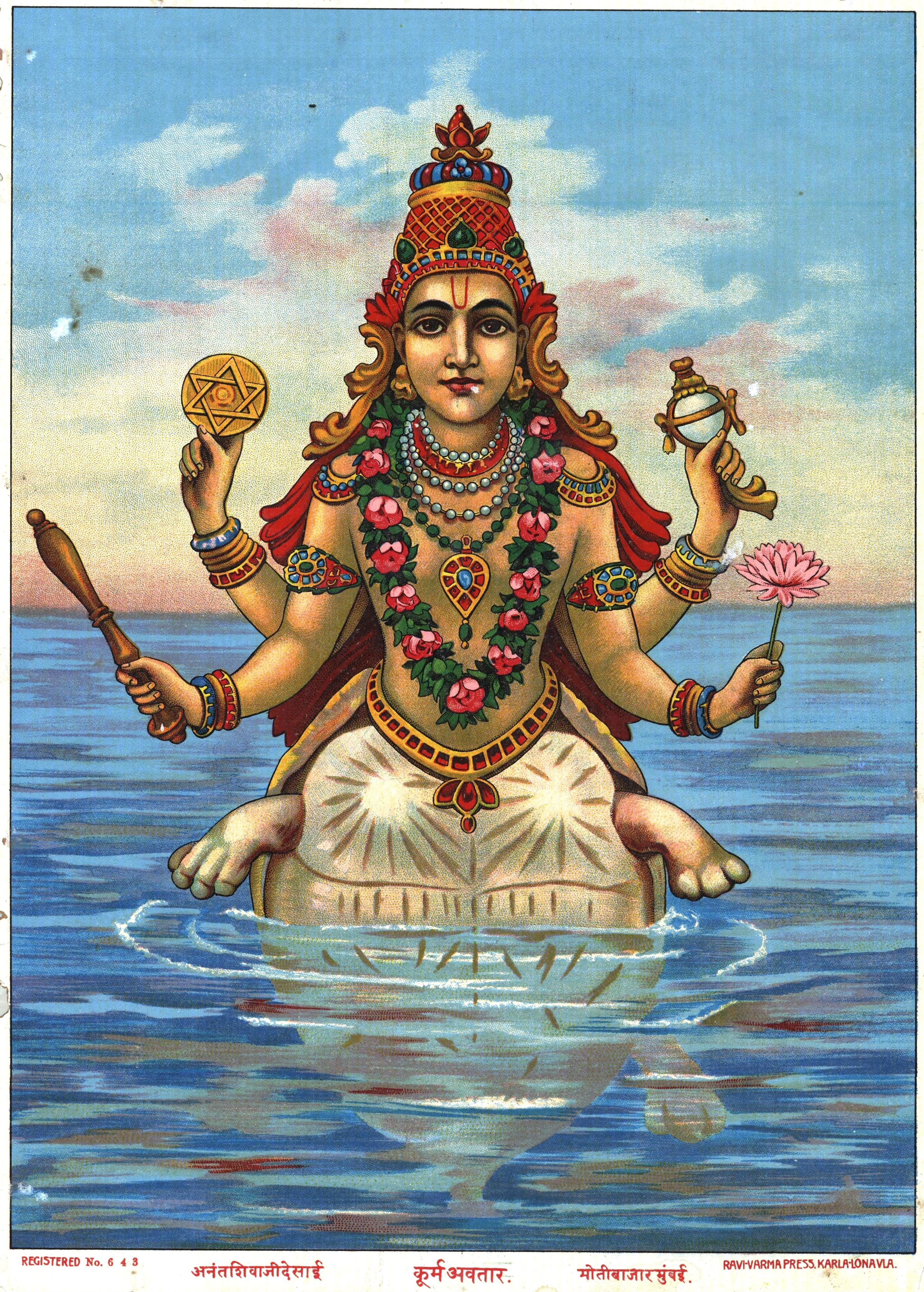
Kurma Avatar
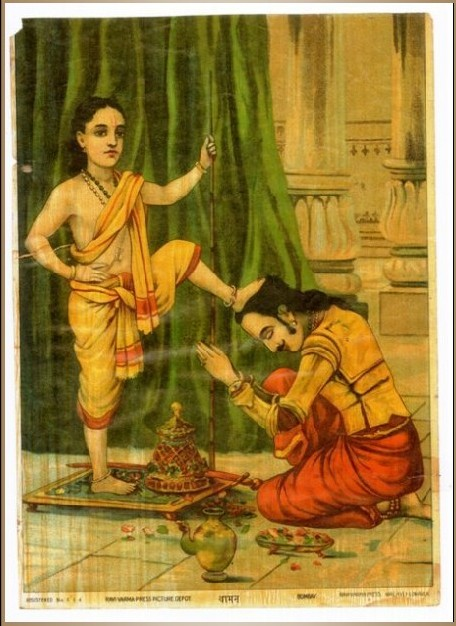
Vamana Avatar
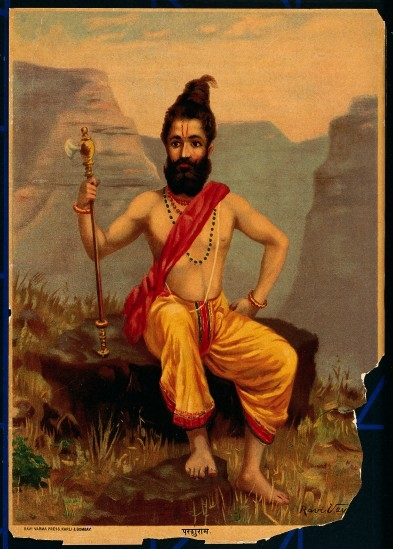
Avatar Parashurama
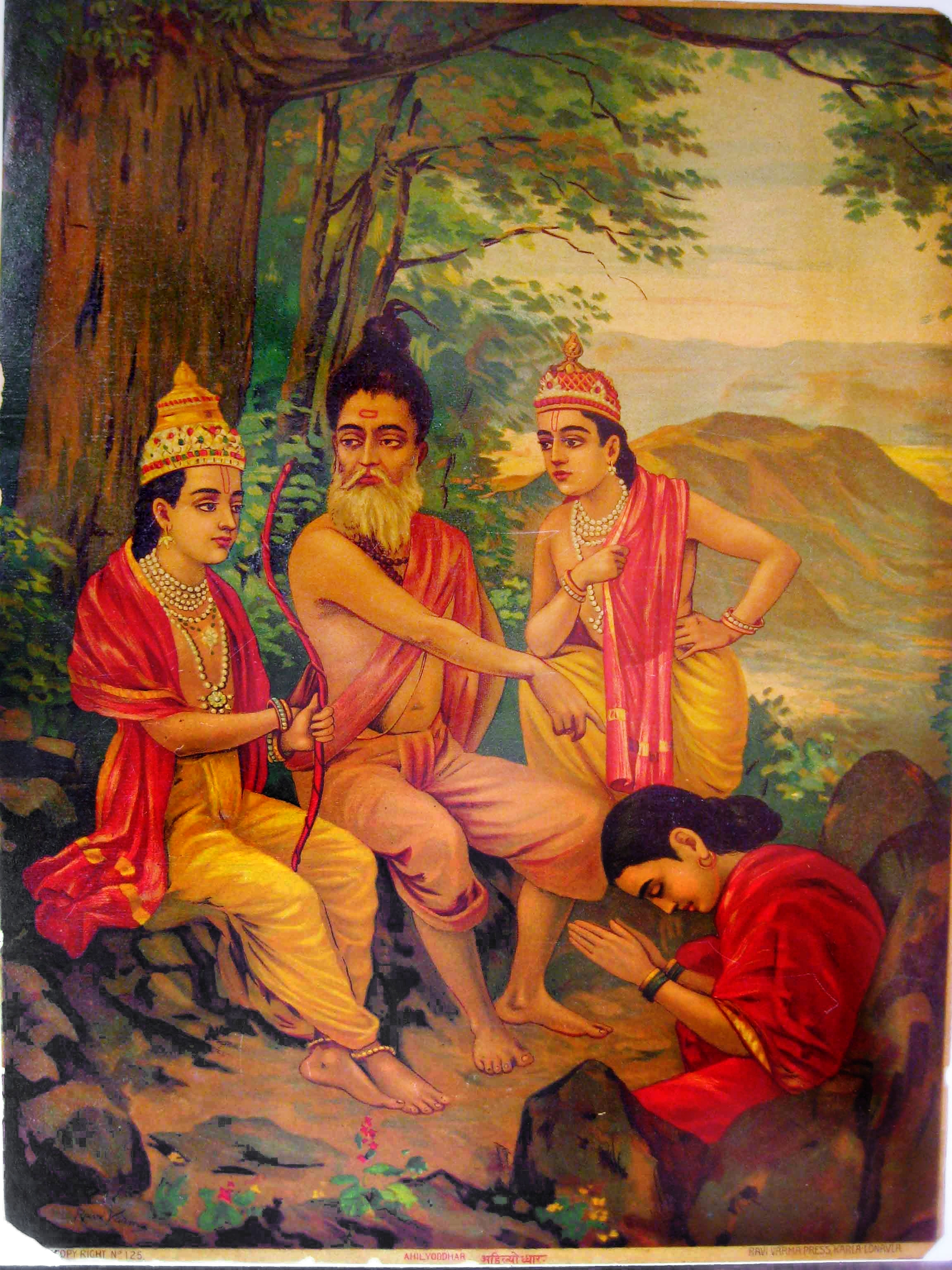
Rama
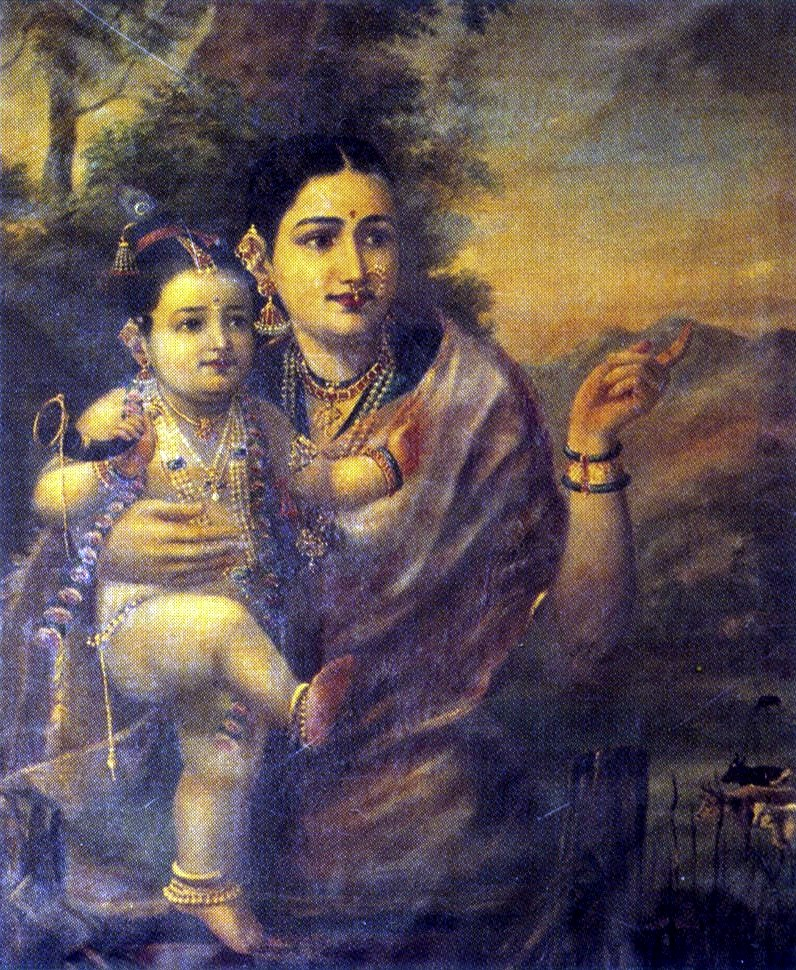
Krishna amb Yashoda
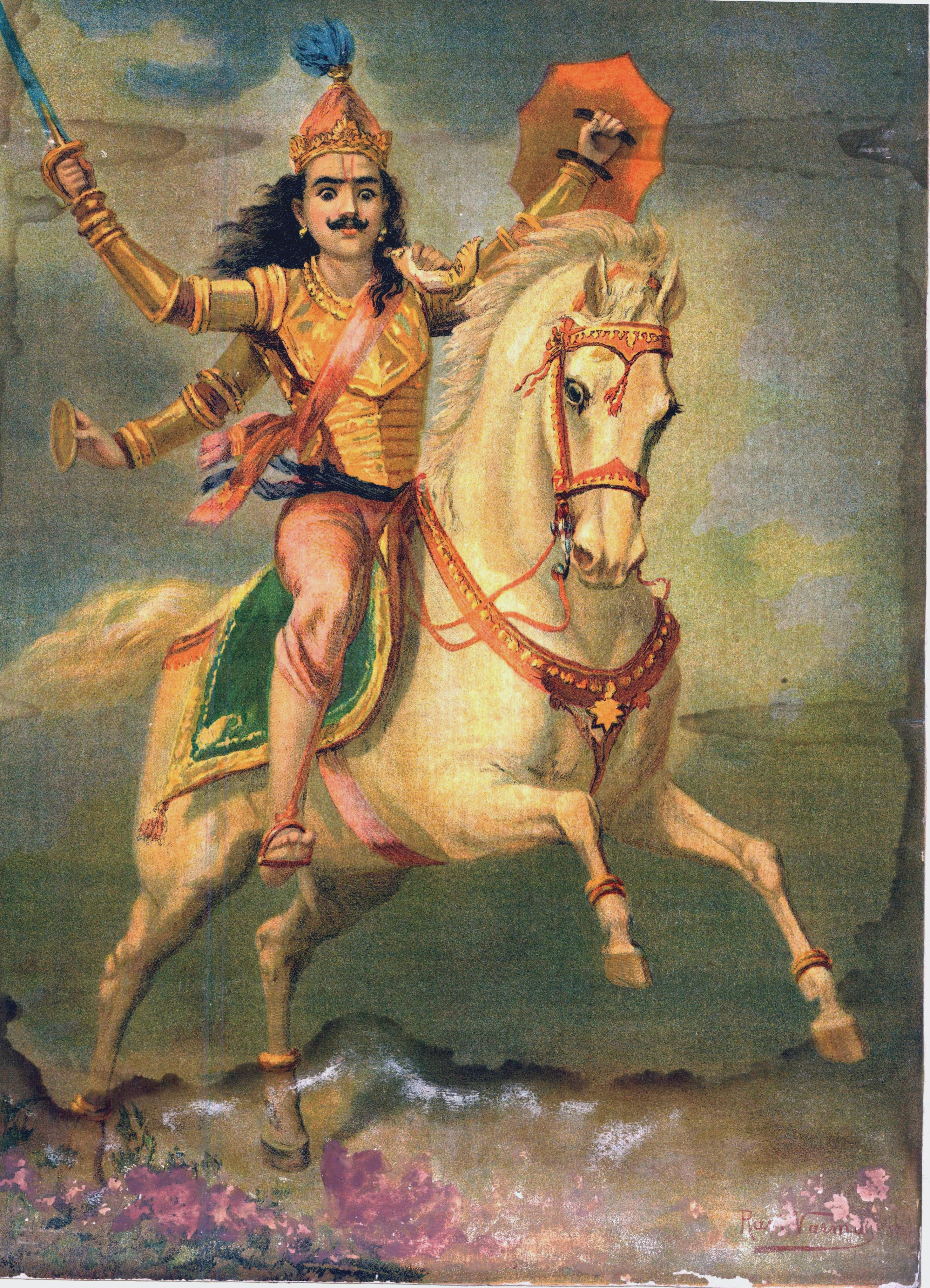
Avatar Kalki
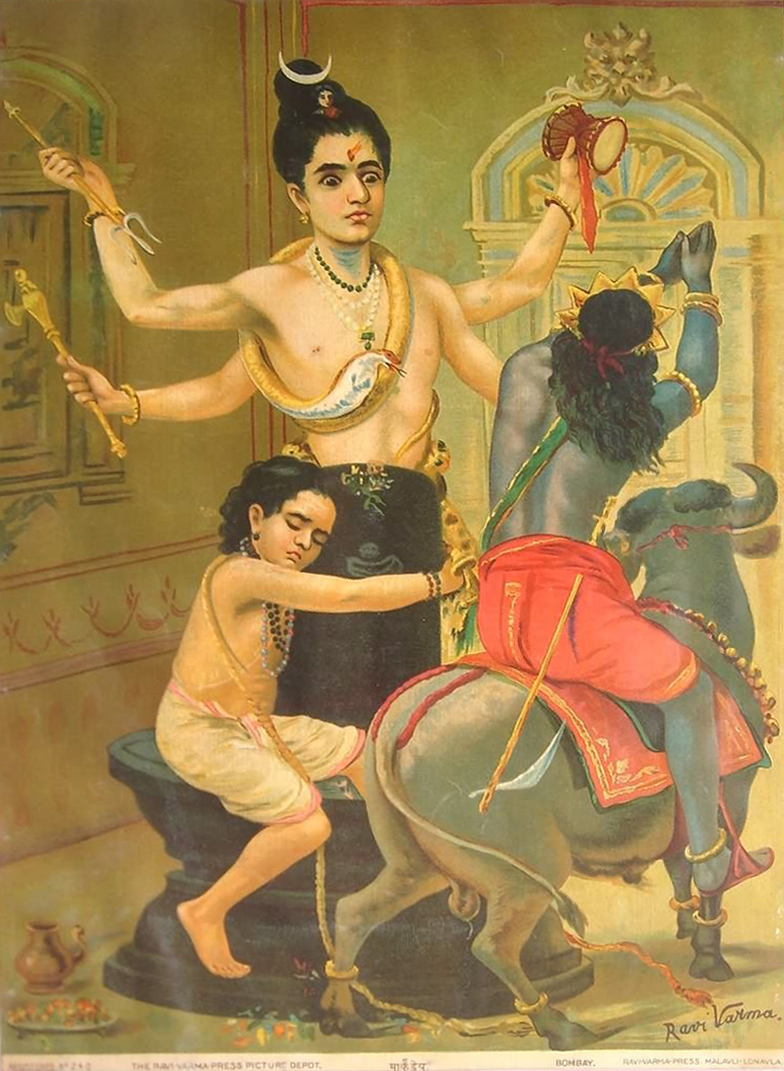
Shiva protegeix Markandeya
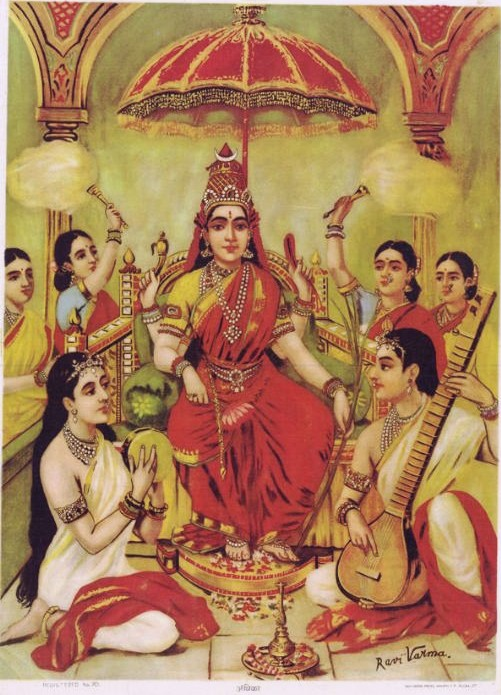
Deessa Ambika  i les seves devotes
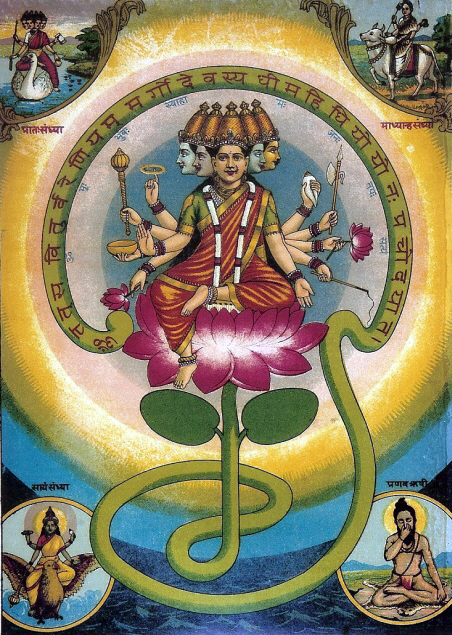
Deessa Gayatri
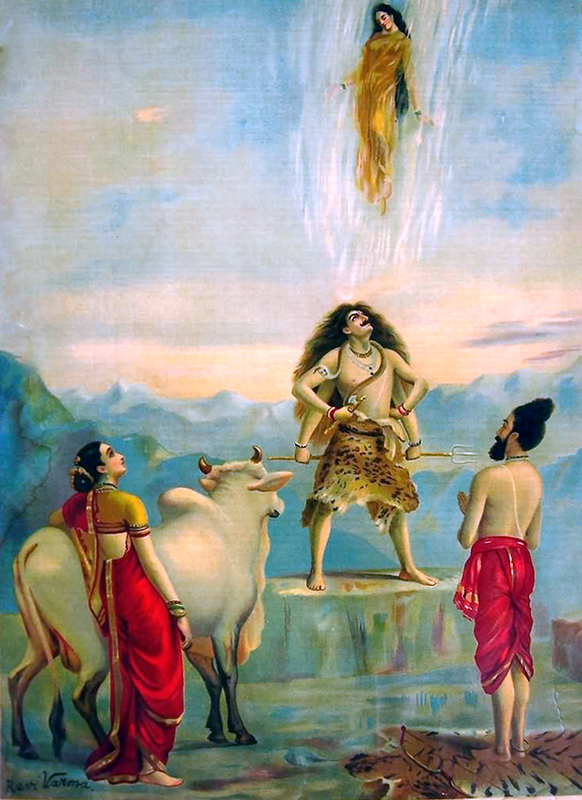
Baixada de Ganga
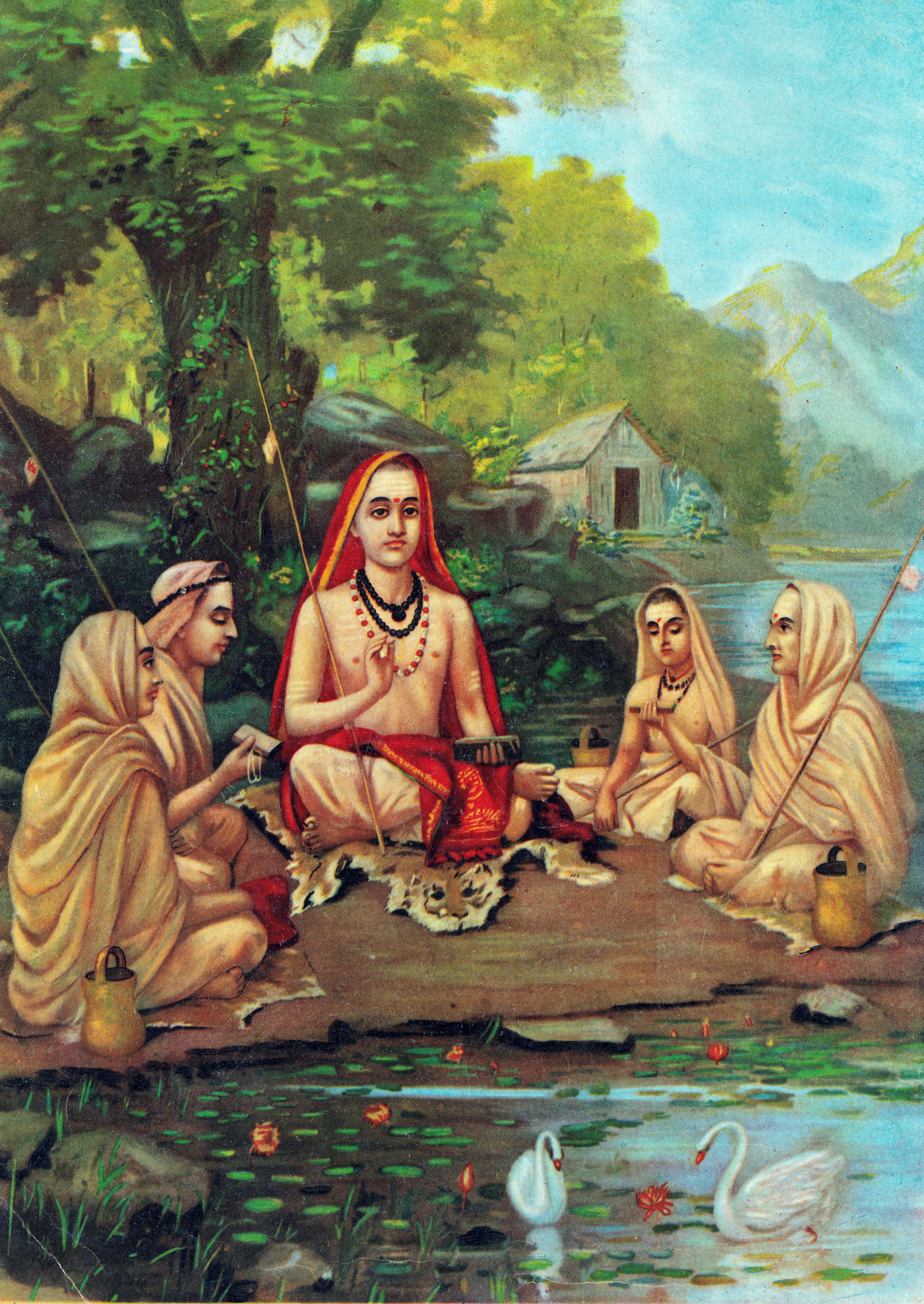
Adi Shankara
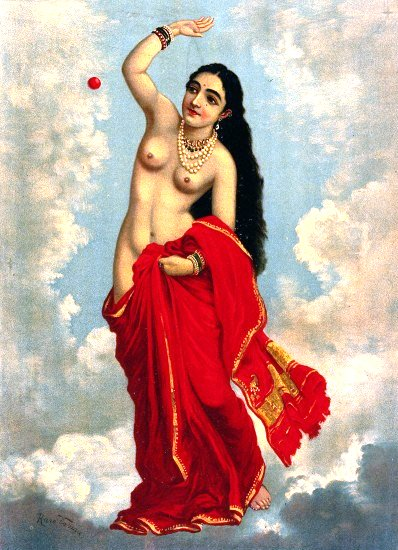
Tilottama
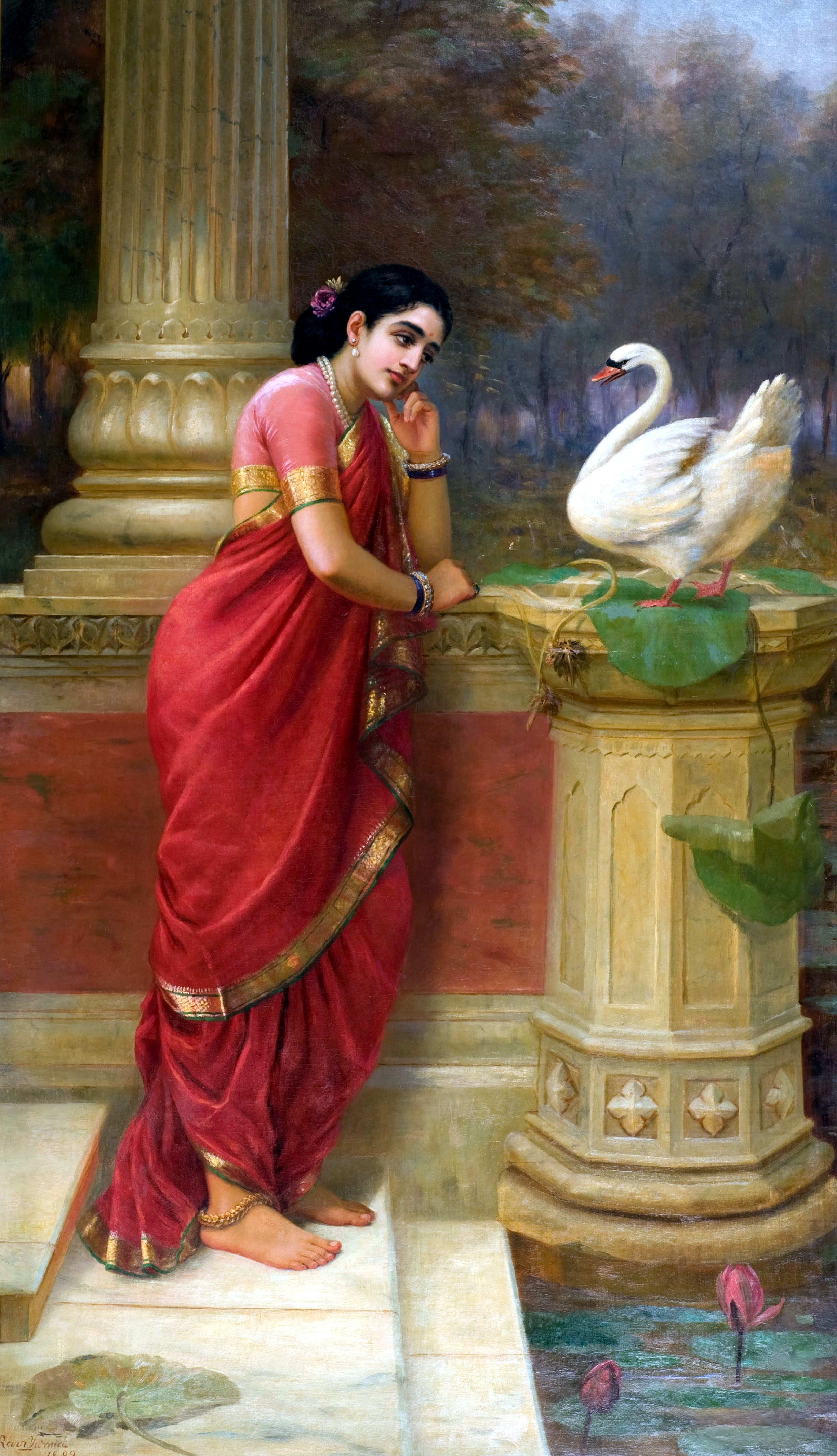
Damayanti parlant amb un cigne
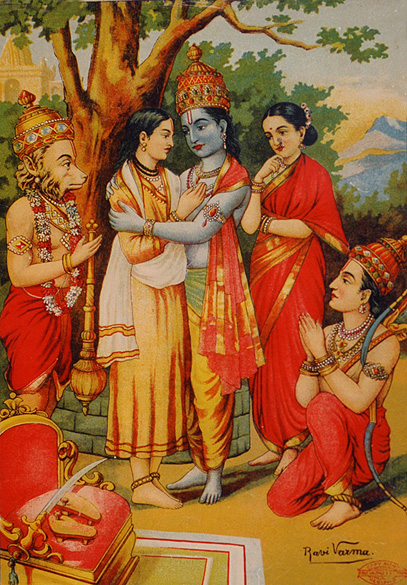
Sri Rama trobant-se amb el seu germà Bharata
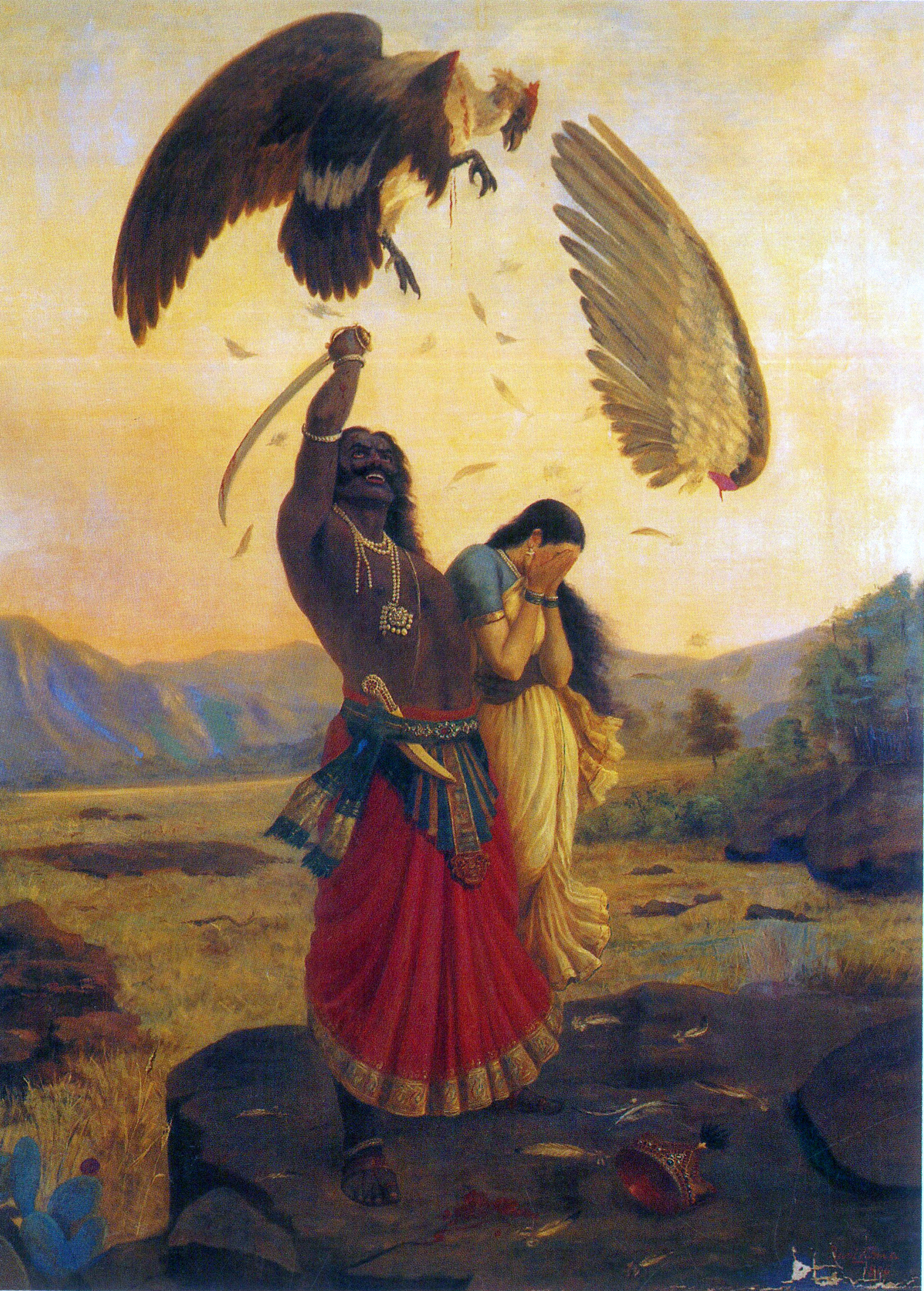
Jatayu colpeja Ravana
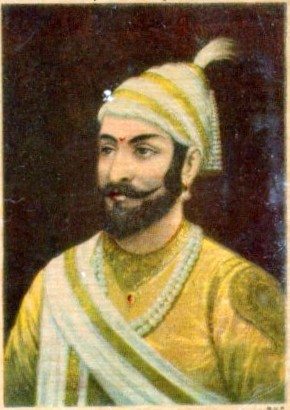
Chhatrapati Shivaji Maharaj
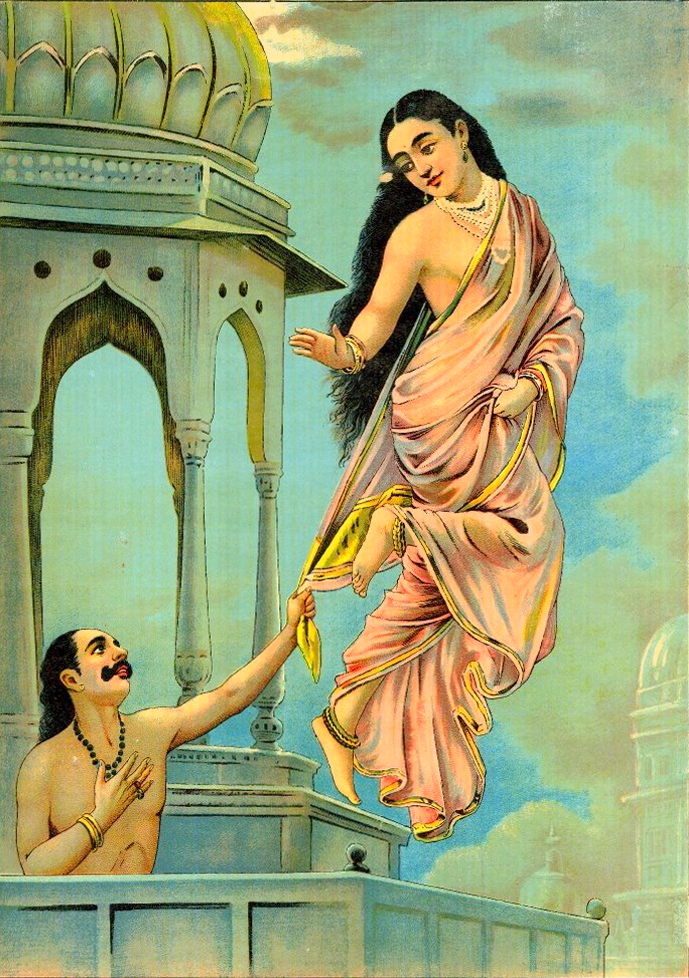
Pururavas i Urvashi
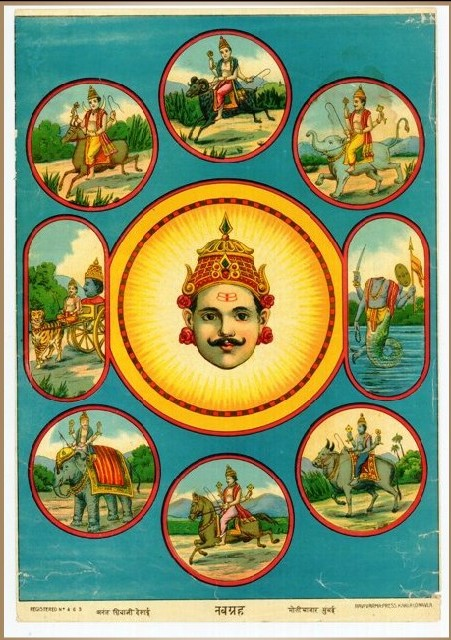
Navagrahas
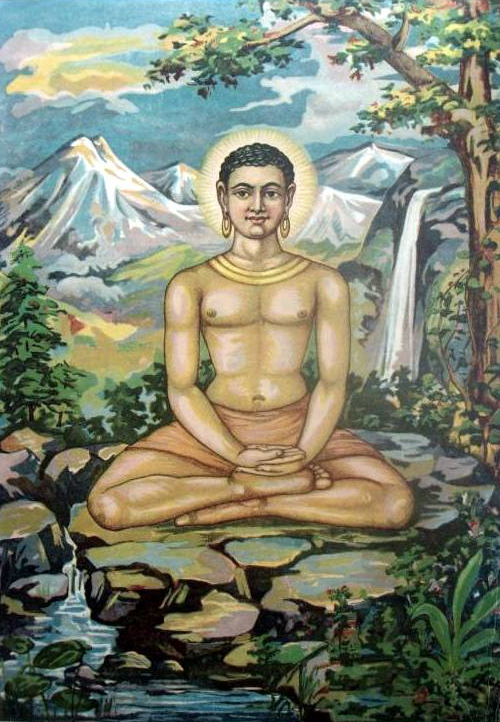
Buda
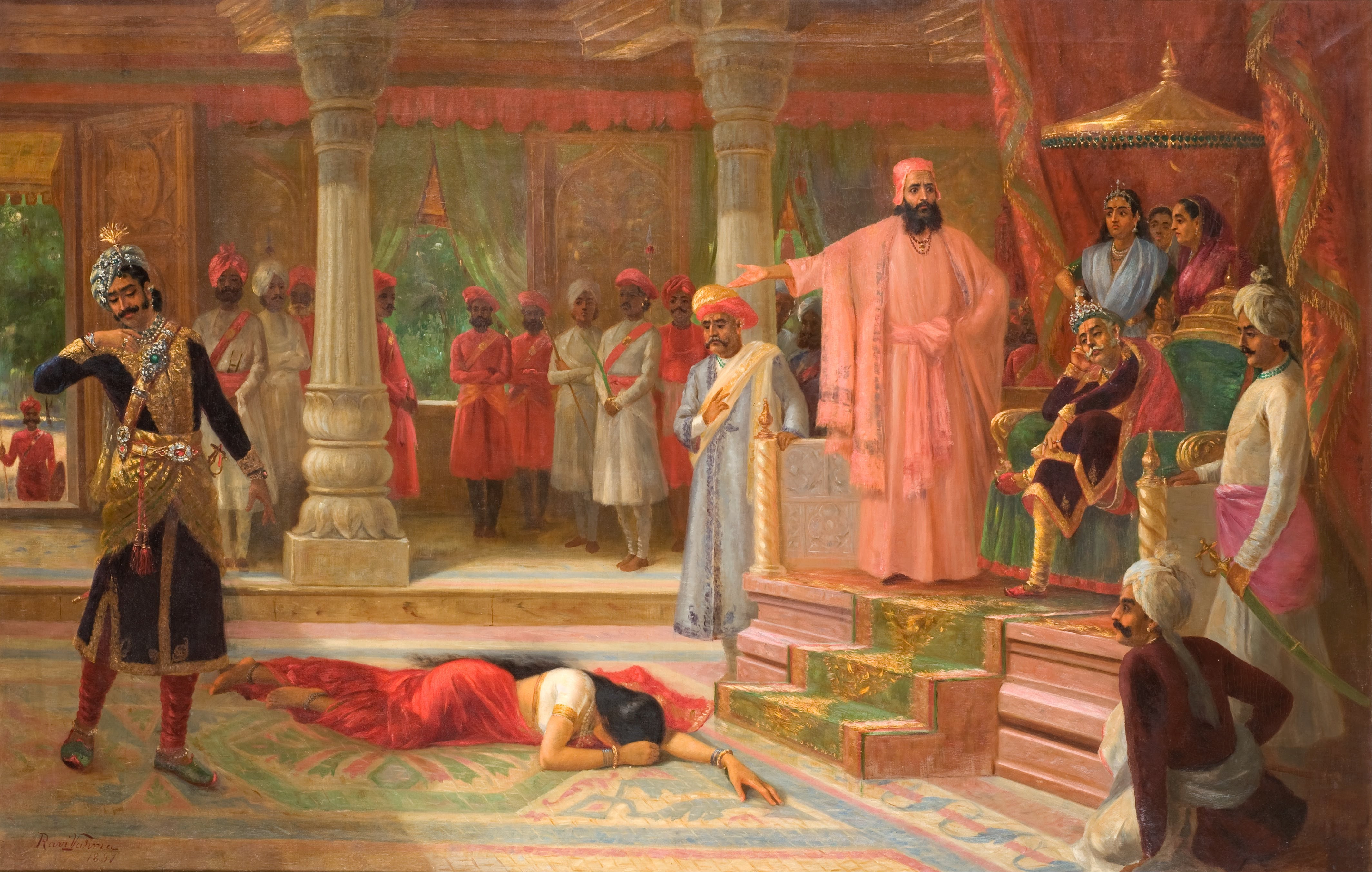
Draupadi sent humiliat a la cort de Virata
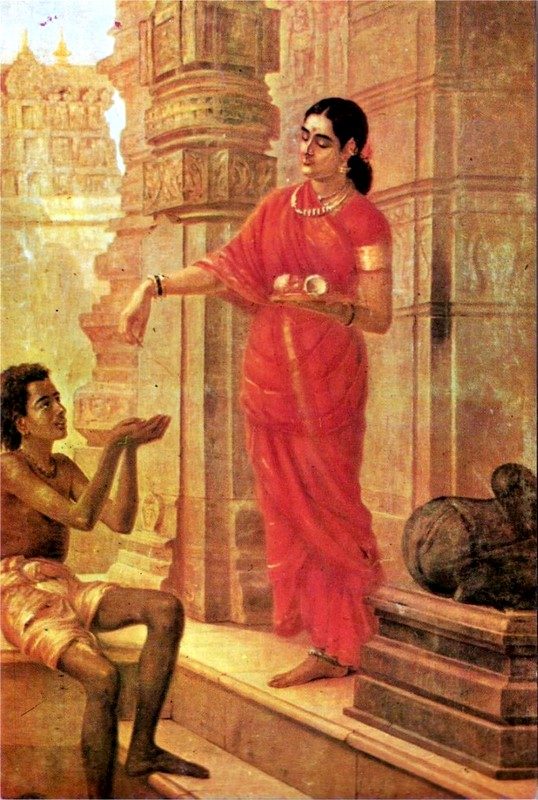
Senyora donant almoina en un temple
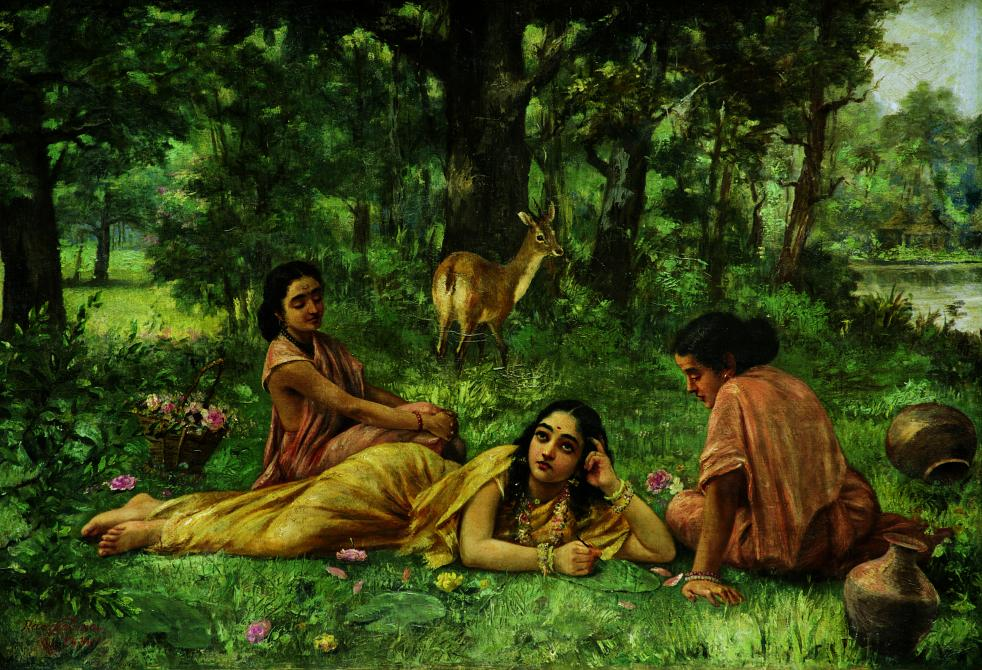
Shakuntala

## En la cultura popular
J. Sasikumar va fer Raja Ravi Varma, un documental indi sobre l'artista el 1997. Va ser produït per la Divisió de Films del Govern de l'Índia.
Makaramanju és una pel·lícula de drama romàntic en llengua Malaiàlam de 2011 de Lenin Rajendran protagonitzada per Santosh Sivan com a Varma, la pel·lícula se centra en la pintura de Varma "Urvashi Pururavas". La pel·lícula índia en hindi del 2014, Rang Rasiya (títol en anglès: Colors of Passion) explora la inspiració de Varma darrere dels seus quadres amb Randeep Hooda en el paper del pintor.